# Pachystachys coccinea
Espèce
Classification APG III (2009)
Synonymes
- Dianthera coccinea Salisb. 1796[2]
- Jacobinia coccinea (Aubl.) Hiern 1877
- Justicia coccinea Aubl. 1775 - Basionyme
- Thyrsacanthus coccineus (Aubl.) T. Anderson 1868[3]

Pachystachys coccinea est une espèce de plantes à fleurs du genre Pachystachys de la famille des Acanthaceae. C'est un arbuste à feuillage persistant trouvé en Amérique du Sud et dans les Caraïbes. 

## Répartition et habitat
On trouve l'espèce en Amérique du Sud au nord du Brésil, en Guyane française, au Pérou et à Trinité-et-Tobago dans les Caraïbes.
En Guyane, où elle est commune dans les sous-bois des vieilles forêts secondaires, elle est connue sous le nom de Carmantine rouge (Créole).

## Statut
Pachystachys coccinea a le statut d'espèce déterminante ZNIEFF en Guyane.

## Taxonomie
Fusée-Aublet la décrit pour la première fois en latin, en 1775, dans le premier volume de son « Histoire des plantes de la Guiane françoise » (page 10), sous le nom de  Justicia coccinea. 
Esenbeck l’a reclassifié sous son nom définitif en 1847, publié dans le « Prodromus Systematis Naturalis Regni Vegetabilis » de de Candolle (volume 11 page 319)  .

## Utilisations
Elle peut être utilisée comme arbuste ornemental.
Elle était autrefois considéré en Guyane comme un « excellent stomachique amer à étudier ».

## Description

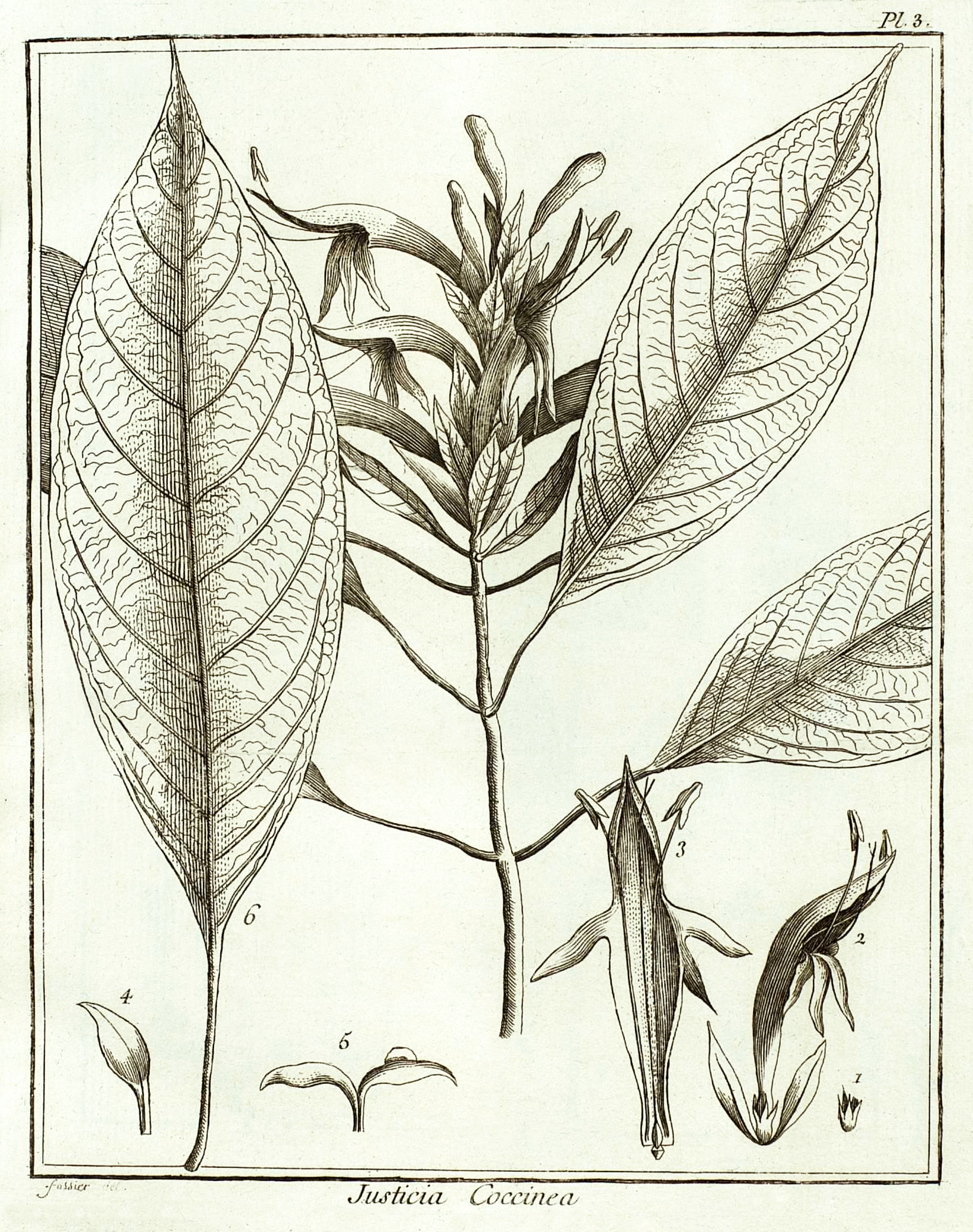
Justicia coccinea : Planche 3 accompagnant sa description par Aublet (1775) Explication de la Planche troisième. - 1. Calice. - 2. Corolle épanouie 3 garnie à ſa baſe de deux feuillets. - 3. Corolle ouverte. Diſque. Piſtil. Étamines. - 4. Capſule. - 5. Capſule ouverte avec élaſticité, Graine. - 6. Feuille de grandeur naturelle.

En 1775, le botaniste Aublet propose la diagnose suivante : 

« La Carmantine rouge.
Cette plante pousse des tiges cylindriques, simples, droites, hautes d'environ six pieds, garnies de feuilles opposées, disposées en croix, ovales, vertes, lisses, molles, terminées par une longue pointe, et portées sur un long pédicule grêle de couleur violette. Les plus grandes feuilles ont dix pouces de longueur, sur trois et demi de largeur: elles sont partagées, depuis leur base jusqu'à  leur extrémité, par une nervure saillante, de laquelle partent des rameaux qui, en se courbant, s'étendent jusqu'au bord.
Les fleurs naissent à l'extrémité des tiges, et sont portées sur un long épi, deux a deux, opposées, et quelquefois quatre à quatre: elles sortent chacune de l’aisselle d'une petite feuille qui est ovale, droite, et appliquée sur la partie intérieure de la fleur qu'elle cache.
Le calice est garni à sa naissance de deux feuillets. Il est profondément divisé en cinq parties étroites, et aiguës. La corolle est irrégulière, d’une seule pièce, de couleur écarlate : c'est un tube un peu renflé par le bas, et étranglé légèrement au-dessus du calice; il est comprimé, évasé insensiblement de plus en plus jusqu'à son orifice, où il se partage en deux lèvres, dont la supérieure est longue, voûtée, terminée en pointe ; l'inférieure est partagée en trois pointes plus petites recourbées et aiguës. Les étamines sont nombre de deux attachées à la paroi interne du tube, au-dessous de l’endroit où est l'attache du filet. Le pistil est un ovaire oblong, comprimé, surmonté d'un style grêle terminé par un stigmate à deux lames.  L'ovaire devient une capsule sèche, ovale, aplatie, à deux loges, qui s'ouvre avec élasticité de la pointe à la base, et contient deux semences aplaties et arrondies.
Cette plante croit en plusieurs endroits de l’île de Caïenne, surtout dans les lieux humides. Je l’ai observée au bord d'un ruisseau qui coule de la montagne de Loyola et je l’ai trouvée aussi dans les environs de l'habitation de Madame du Billy, quelque temps après sur la montagne de Courou, au bord d’un ruisseau, où elle était en fleur et en fruit dans le mois d’octobre. »

— Jean Baptiste Christophe Fusée-Aublet, 1775.